# Hotel Hollywood Melrose
El hotel Hollywood Melrose, conocido anteriormente como Melrose Arms y Monte Cristo Island Apartments, es un hotel ubicado en Melrose Avenue, Hollywood, California, Estados Unidos.

## Historia
Diseñado por S. Charles Lee, la estructura fue construida en 1927. Se ha utilizado como hotel y apartamentos a lo largo de sus años de existencia, con establecimientos comerciales en el primer piso. En 1992, el edificio fue incluido en el Registro Nacional de Lugares Históricos por su arquitectura. En abril de 2010, el hotel fue reabierto como Hollywood Historic Hotel. Edmon Simonian y su familia son los propietarios del edificio y administran una galería de muebles. Todas las fachadas, espacios comunes, escaleras y las 62 habitaciones del hotel fueron restauradas en la década de 1920, luego de una renovación interior y exterior de 18 meses. En 2021, el hotel había sido despojado de muchos de sus componentes restaurados. El vestíbulo ya no incluye chimenea, las paredes se han vuelto a pintar de color crema y todos los baños han sido remodelados con bañeras, lavabos y espejos nuevos y más genéricos.